# Patrik-Gabriel Galchev
Patrik-Gabriel Galchev (bulgare : Патрик-Габриел Галчев), né le 14 avril 2001 à Saragosse en Espagne est un footballeur international bulgare qui joue au poste d'arrière droit au Levski Sofia.

## Biographie

### En club
Né à Saragosse en Espagne de parents bulgares, Patrik-Gabriel Galchev commence le football avec le club local du Real Saragosse à l'âge de trois ans avant de retourner avec sa famille en Bulgarie à l'âge de sept ans. Il est alors formé par plusieurs clubs de la capitale, à commencer par le Lokomotiv Sofia, puis par le DIT Sofia et enfin au Levski Sofia. 
C'est avec ce club qu'il fait ses débuts en professionnel, jouant son premier match le 21 octobre 2020, lors d'une rencontre de coupe de Bulgarie face au FC Partizan Cherven Bryag (en). Il est directement titularisé et son équipe l'emporte par quatre buts à un.

### En sélection
Patrik-Gabriel Galchev commence sa carrière internationale avec l'équipe de Bulgarie des moins de 17 ans. Il ne joue qu'un seul match avec cette sélection, le 19 septembre 2017 contre la Turquie. Il entre en jeu et son équipe est battue par cinq buts à deux.
Patrik-Gabriel Galchev joue son premier match pour l'équipe de Bulgarie espoirs le 24 mars 2021, contre l'Ukraine. Il entre en jeu à la place de Martin Dichev (en) et les jeunes bulgares l'emportent par deux buts à un.
En juin 2023, Patrik-Gabriel Galchev est convoqué pour la première fois avec l'équipe nationale de Bulgarie par le sélectionneur Mladen Krstajić. Il honore sa première sélection lors de ce rassemblement, le 17 juin 2023, contre la Lituanie. Il est titularisé et les deux équipes se neutralisent (1-1 score final).